# Reprezentacja Austrii w piłce siatkowej mężczyzn
Reprezentacja Austrii w piłce siatkowej mężczyzn – narodowa reprezentacja tego kraju, reprezentująca go na arenie międzynarodowej. Na Mistrzostwach Świata występowała dwa razy. 
Na razie nie wystąpiła w żadnym turnieju głównym.

## Rozgrywki międzynarodowe
Mistrzostwa świata:
- 1956 – 20. miejsce
- 1962 – 19. miejsce

Mistrzostwa Europy:
- 1955 – 13. miejsce
- 1958 – 18. miejsce
- 1963 – 16. miejsce
- 1967 – 19. miejsce
- 1971 – 21. miejsce
- 1999 – 8. miejsce
- 2011 – 16. miejsce
- 2019 – 23. miejsce

Liga Europejska:
- 2008 – 7. miejsce
- 2009 – 10. miejsce
- 2010 – 8. miejsce
- 2011 – 12. miejsce
- 2012 – 8. miejsce
- 2013 – 9. miejsce
- 2014 – 7. miejsce
- 2015 – 10. miejsce
- 2016 – 3. miejsce
- 2018 – 17. miejsce